# Reanimació boca a boca
La reanimació boca a boca, una forma de ventilació artificial, és l'acte d'assistir o estimular la respiració en què un rescatador pressiona la boca contra la de la víctima i bufa aire als pulmons de la persona. La respiració artificial té moltes formes, però generalment comporta proporcionar aire a una persona que no respira o no fa un esforç respiratori suficient per si mateixa. S'utilitza en un pacient amb un batec cardíac o com a part de la reanimació cardiopulmonar (RCP) per aconseguir la respiració interna. La tàctica fonamental dela respiració boca a boca, en la qual el socorrista exhala dins de la boca de l'infortunat, donant temps perquè la víctima exhali al seu torn. Cal mantenir les vies respiratòries clares i estimular la inhalació i l'exhalació. A diferència de la reanimació cardiorespiratòria, aquest mètode no implica les compressions toràciques per avivar la circulació sanguínia.

## Procediment
L'obertura o alliberament de les vies aèries és la primera acció que se sol fer quan es constata que el pacient està en aturada respiratòria o cardiorespiratòria (quan no respira o quan no li batega el cor). Hi ha dues maneres de realitzar aquesta alliberament. Si no se sospita que el pacient pugui tenir una lesió cervical es realitzarà la "Maniobra Front-Mentó". Es posa una mà sobre el front, dos o tres dits de l'altra mà sobre la barbeta i s'eleva la barbeta, això allibera el pas de l'aire. Si se sospita que el pacient pugui tenir una lesió cervical es realitzarà la "Maniobra d'Elevació Mandibular". Es posa la mà en els dos extrems del darrere de la mandíbula (on la mandíbula s'acaba) i s'eleva la mandíbula. Cal inspeccionar la boca, si es veu algun objecte (xiclet, aliments, objectes estranys) es treu delicadament. Només eliminar els objectes que estiguin a la vista. El personal sanitari sol usar una cànula o tub Guedel.